# Паюрисское староство
Паю́рисское староство (лит. Pajūrio seniūnija) — одно из 14 староств Шилальского района, Таурагского уезда Литвы. Административный центр — местечко Паюрис.

## География
Расположено на западе Литвы, в юго-западной части Шилальского района, на Западно-Жямайтском плато.
Граничит с Тяняняйским староством на западе, Кведарнским — северо-западе и севере, Тракседским — на севере, Шилальским сельским — на востоке, Дидкиемским — на юго-востоке, Вайнутским староством Шилутского района — на юге и юго-западе, а также Жигайчяйским староством Таурагского района — на юге.

## Население
Паюрисское староство включает в себя 2 местечка: Паюрис и Жвингяй, а также 41 деревню.